# 坂井直政
坂井直政（生年不詳－卒年不詳）是安土桃山時代至江戶時代前期的武將。丹羽家家老。通稱是與右衛門。別名是直勝。

## 生平
一說越前國出身。最初仕於齋藤龍興，之後前往京都並仕於和田惟政、足利義輝、足利義昭，後來被丹羽長秀登用。在永祿12年（1569年）的本圀寺之變（六條合戰）中從攝津高槻急行至京並擊退敵人，因為這此活躍而被讚賞為六條表之花槍（六条表の花槍）。
在丹羽家出仕後，在長秀、長重兩代都以重臣的身份支持本家。在天正11年（1583年）的賤岳之戰中，與江口正吉一同勸諫長秀向賤嶽砦中的寡兵派出援軍。
在慶長5年（1600年）的關原之戰中，丹羽家參加西軍，與東軍的前田利長在北陸對立，直政在淺井畷之戰中在北淺井、江口、南淺井埋伏，不過因為當時前田軍已經通過南淺井，雙方沒有交戰。
戰後，丹羽家遭到改易，直政改仕於結城秀康。不過此時出仕的主人有諸多説法，有藤堂家、前田家、奧平家。
兒子直義仕於藤堂高虎，在大坂之役中立下戰功，被稱為「藤堂家的四本槍」（藤堂家の四本槍）。